# Kanton Bavay
Kanton Bavay (francouzsky Canton de Bavay) je francouzský kanton v departementu Nord v regionu Nord-Pas-de-Calais. Tvoří ho 16 obcí.

## Obce kantonu
- Amfroipret
- Audignies
- Bavay
- Bellignies
- Bermeries
- Bettrechies
- Feignies
- Gussignies
- Hon-Hergies
- Houdain-lez-Bavay
- La Flamengrie
- La Longueville
- Mecquignies
- Obies
- Saint-Waast
- Taisnières-sur-Hon